# São Miguel do Guaporé
São Miguel do Guaporé is een gemeente in de Braziliaanse deelstaat Rondônia. De gemeente telt 24.181 inwoners (schatting 2017).

## Aangrenzende gemeenten
De gemeente grenst aan Alvorada d'Oeste, Costa Marques, Governador Jorge Teixeira, Guajará-Mirim, Mirante da Serra, Nova Brasilândia d'Oeste, Novo Horizonte do Oeste, São Francisco do Guaporé en Seringueiras.